# 新埠街道
新埠街道是中国海南省海口市美兰区下辖的一个街道。位于新埠岛上，距市区3公里。街道辖区面积8.3平方公里，人口1万。有新埠大桥连接海南岛本岛。

## 历史
1946年为琼山县甸埠乡，1949年划入海口市，1963年改海联区，1978年置新埠镇。1990年归振东区。2003年归美兰区。

## 行政区划
新埠街道目前下辖4个社区
- 新埠社区
- 新东社区
- 三联社区
- 土尾社区